# Niphates lunisimilis
Niphates lunisimilis är en svampdjursart som först beskrevs av De Laubenfels 1930.  Niphates lunisimilis ingår i släktet Niphates och familjen Niphatidae.
Artens utbredningsområde är Kalifornien. Inga underarter finns listade i Catalogue of Life.